# Ndop (commune)
Pour les articles homonymes, voir Ndop.
Ndop est une commune (Ndop Council) du Cameroun située dans la région du Nord-Ouest et chef-lieu du département de Ngo-Ketunjia.

## Géographie
La ville de Ndop, est située sur la route nationale 11 (axe Bamenda-Kumbo) à 40 km à l'est du chef-lieu régional Bamenda. Elle s'étend sur une plaine au relief de pentes douces, alors que les villages de Bamessing et Bamounka sont localisés sur les flancs sud des collines de Sagba.
|            | Babessi           | Babessi    |
| Tubah      | Ndop              | Bangourain |
| Balikumbat | Balikumbat, Galim | Kouoptamo  |

## Histoire
En 1940, Ndop devient le siège de la South Eastern Federation of Native Authorities (Fédération des Autorités Indigènes du sud-est). Le territoire de la Fédération du sud-est comprenait les zones couvertes par Nkwen, Bafut et Nso. En 1960, le territoire de la SEF est divisé en deux autorités indigènes de Nso et Bafut-Ndop. En 1961, le Regional Council de Bafut-Ndop est créé. La commune du Ndop est instaurée dans ses limites actuelles en 1995, aux côtés des conseils de Babessi, Balikumbat par décret présidentiel qui a créé le département de Ngokentunjia.

## Chefferies traditionnelles
L'arrondissement de Ndop Central compte quatre chefferies traditionnelles de 2e degré reconnues par le ministère de l'administration du territoire et de la décentralisation :
- Bamunka ;
- Bambalang ;
- Bamessing ;
- Bamali.

L'arrondissement compte deux chefferies de 3e degré : Bamunka Ardorate et Bamessing Hill Top Ardorate.

## Population
Lors du recensement de 2005, la commune comptait 69 603 habitants, dont 25 740 pour Ndop Town. L'évolution démographique de la population urbaine (Ndop Urban) est relevée par le plan communal de développement établi en mars 2012.
| 1987   | 2007   | 2012   |
| ------ | ------ | ------ |
| 14 143 | 24 570 | 28 207 |

## Structure administrative de la commune

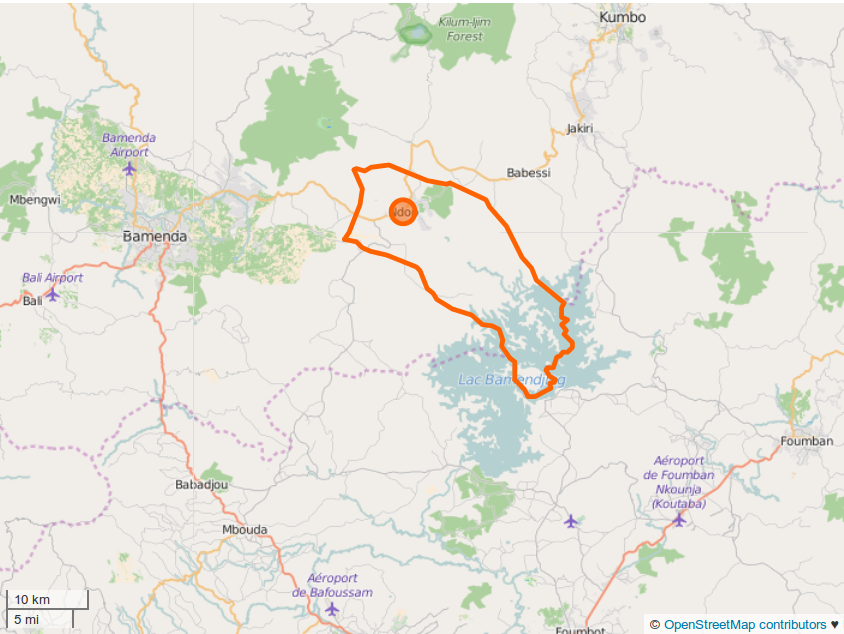
OSM de Ndop

Outre la ville de Ndop, la commune comprend notamment les localités suivantes :
- Bamali ;
- Bambalang ;
- Bamessing ;
- Bamunka.